# Bitoma neglecta
Bitoma neglecta is een keversoort uit de familie somberkevers (Zopheridae). De wetenschappelijke naam van de soort werd in 1989 gepubliceerd door Stephan.